# 악이 도사리고 있을 때
《악이 도사리고 있을 때》(스페인어: Cuando acecha la maldad)는 2023년 공개된 아르헨티나의 초자연 공포 영화이다. 데미안 루그나가 연출과 각본을 맡았다. 한 시골 마을 형제가 영화 속 세계에서 일반 상식처럼 여겨지는 악령 빙의 전염 현상을 막으려고 노력하지만 그 시도가 오히려 전염이 번지는 속도에 박차를 가하는 모순이 이어진다.
2023년 9월 16일 제48회 토론토 국제 영화제에서 최초 상영되었다. 10월 6일 IFC 필름스를 통해 극장 개봉하였고, 10월 27일부터 셔더에서 스트리밍 서비스를 시작하였다. 2023년 제56회 시제스 영화제에서 장편 영화 부문 작품상을 수상하였다.

## 줄거리
어느 날부터 마리아 엘레나의 장남 우리엘의 몸이 썩어들어가며 악령이 신체를 얻어 인세에 강림하기 위해 그릇으로 쓰는 숙주("el embichado")가 된다. 마리아는 다른 이들이 영향을 받아 빙의된 자("un encarnado")가 속출하는 사태를 막기 위해 우리엘을 죽이고 악령을 낙태 시킬 목적에서 해결사인 "청소부"("limpiador" 혹은 집행자"ejecutor")를 부른다. 하지만 누군가 이를 막으려고 했는지 청소부의 시체 반토막이 발견된다.
마리아와 같은 지주 루이스 밑에서 일하는 페드로와 하이메 형제는 당국이 1년 전 마리아의 신고를 받았음에도 건성으로 묵살했다는 걸 알게 된다. 청에서는 이 이상 밖에 말을 꺼내면 유령 마을(pueblo fantasma)로 낙인 찍힐테니 입조심하라고 경고하며, 대신 공중위생국에서 새 청소부를 보내줄테니 그 전에 땅을 비우라고 한다. 교회는 무력하고 무관심해 역시 의지할 대상이 아니다.
마냥 기다릴 수 없다고 판단한 루이스는 우리엘을 멀리 치워버리기로 한다. 루이스는 형제를 시켜 우리엘을 차에 싣고 형제와 함께 차를 타고 소유지 밖으로 이동한다. 그러나 루이스는 운전 도중 한 소년을 피하려고 급히 차를 꺾고, 그 바람에 우리엘이 차에서 떨어져 온데간데없이 사라진다. 
다음날 아침 임신한 루이스의 아내 히메나는 이미 악령에 홀린 염소들을 발견한다. 히메나는 총을 사용하면 악령 빙의를 더 널리 퍼트리게 된다고 말리지만 루이스는 이를 듣지 않고 총으로 가축들을 죽인다. 본인이 예견한대로 바로 증상이 나타난 히메나는 남편 루이스를 살해한 뒤 도끼로 본인 머리를 찍어 자살한다. 
페드로는 두 아들 하이르와 산티노를 데려가기 위해 전 아내 사브리나가 새 남편 레오나르도와 사는 집을 찾아간다. 페드로는 갈아입을 옷을 빌리고, 입고 있던 옷은 불에 태워 정화한다. 그러나 그 전에 악령에 오염된 페드로의 옷을 집에서 키우는 개가 핥고 만다. 개는 레오나르도와 사브리나 사이에서 태어난 아이 비키를 공격하더니 아예 입에 물고 밖으로 나가버린다. 
페드로가 총을 쓰면 안 된다고 말릴 틈도 없이 레오나르도가 개를 쏘고 만다. 개에게 심하게 여러 번 물렸으나 멀쩡한 상태로 돌아온 비키는 레오나르도가 사브리나를 죽일 거라고 예언한다. 곧 레오나르도가 비키와 함께 있는 사브리나를 차로 박는다. 비키는 이번에도 조금도 다치지 않은 모습으로 춤을 춘다. 
페드로는 사브리나네 차를 훔쳐 아이들과 달아나고, 어머니까지 태운다. 어머니는 7가지 규칙만 잘 지키면 빙의된 자들을 겁내지 않아도 된다고 설명해준다.
1. 전등을 쓰지 말 것
2. 동물 가까이 가지 말 것
3. 동물 근처에 있던 걸 건드리지 말 것
4. 동물을 해하지 말 것
5. 악의 이름(루시퍼, 아즈라엘, 바알제붑)을 말하지 말 것
6. 화기를 발포하지 말 것
그러나 어머니는 일곱 번째 규칙을 끝까지 말해주지 않는다. 
이들은 곧 하이메의 친구 미르타 집에 몸을 의탁한다. 그 밤에 악령이 들린 사브리나의 시체가 산티노를 납치하자 하이메가 뒤를 쫓는다. 한편 청소부로 일한 적이 있는 미트라는 자폐증인 하이르에게 악령이 들린 것을 알아본다. 미트라는 일곱 번째 규칙을 알려준다. 
7. 죽음을 두려워하지 말 것
이 규칙이 있는 이유는 죽음을 두려워하는 감정은 악령에게 이익을 가져다주기 때문이다.
사브리나는 결국 산티노를 죽여버린다. 미트라와 페드라는 악령 전염을 근본적으로 끝내기 위해 우리엘을 찾다가 빙의된 아이들이 있는 교사에 당도한다. 우리엘을 숨겨놓은 아이들이 미트라를 살해한 뒤 페드로가 강당 무대 밑에 있던 우리엘을 죽이지만 이미 때가 너무 늦어 악령이 태어나고 만다.
우리엘의 동생은 악령에 들린 상태를 드러내더니 자신이 청소부를 죽여 시체 반을 돼지와 나누어 먹었으며 어머니 마리아 역시 잡아먹었다고 고백하며 페드로의 어머니도 같은 운명을 맞이했을 거라고 한다. 이를 증거하듯 말장애가 전혀 없이 또렷하게 말하게 된 하이르가 입에서 페드로 어머니의 머리카락 뭉치를 뱉어낸다.
페드로는 통곡한다.

## 출연
- 에세키엘 로드리게스 - 페드로 야수를로 역
- 데미안 살로몬 - 하이메 "히미" 야수를로 역
- 실비나 사바테르 - 미르타 역
- 루이스 지엠브로우스키 - 아르만도 루이스 역
- 마르셀로 미치나욱스 - 산티노 야수를로 역
- 에밀리오 보다노비치 - 하이르 야수를로 역